# Cihideung Ilir
Cihideung Ilir is een bestuurslaag in het regentschap Bogor van de provincie West-Java, Indonesië. Cihideung Ilir telt 10.389 inwoners (volkstelling 2010).